# Coppa del mondo di arrampicata 2013
La Coppa del mondo di arrampicata 2013 si è disputata dal 22 marzo al 17 novembre, nelle tre specialità lead, boulder e speed.

## Classifica maschile

### Generale
| Pos. | Atleta         |
| ---- | -------------- |
| 1    | Jakob Schubert |
| 2    | Sean McColl    |
| 3    | Sachi Amma     |

### Lead
| Pos.                                                                        | Atleta                   | FRA      | AUT      | BEL     | RUS         | KOR | CHN | FRA | SLO | Punti |
| --------------------------------------------------------------------------- | ------------------------ | -------- | -------- | ------- | ----------- | --- | --- | --- | --- | ----- |
| 1                                                                           | Sachi Amma               | 2        | 1        | 2       |             | 1   | 1   | 6   | 3   | 572   |
| 2                                                                           | Jakob Schubert           | 23       | 2        | 1       | 2           | 4   | 3   | 4   | 1   | 535   |
| 3                                                                           | Ramón Julián Puigblanque | 1        | 3        | 7       | 1           | 10  | 17  | 8   | 8   | 420   |
| 4                                                                           | Hyunbin Min              | 13       | 4        | 8       | 3           | 2   |     | 7   | 5   | 360   |
| 5                                                                           | Sean McColl              |          | 10       | 3       |             | 3   | 2   | 2   | 10  | 356   |
| 6                                                                           | Romain Desgranges        | 16       | 8        | 4       | 5           | 5   | 4   | 5   | 7   | 346   |
| 7                                                                           | Gautier Supper           | 7        | 7        | 11      | 6           | 9   | 7   | 3   | 4   | 333   |
| 8                                                                           | Manuel Romain            | 5        | 9        | 5       | 7           | 7   | 6   | 9   | 6   | 319   |
| 9                                                                           | Domen Škofic             | 4        |          | 9       | 9           | 6   | 11  | 11  | 24  | 245   |
| 10                                                                          | Stefano Ghisolfi         | 6        | 19       | 16      | 8           | 8   | 9   | 10  | 25  | 232   |
| \| Legenda \| 1º posto \| 2º posto \| 3º posto \| A punti \| Senza punti \| |                          |          |          |         |             |     |     |     |     |       |
| Legenda                                                                     | 1º posto                 | 2º posto | 3º posto | A punti | Senza punti |     |     |     |     |       |

### Boulder
| Pos.                                                                        | Atleta                   | CHN      | FRA      | AUT     | SLO         | AUT | CAN | USA | GER | Punti |
| --------------------------------------------------------------------------- | ------------------------ | -------- | -------- | ------- | ----------- | --- | --- | --- | --- | ----- |
| 1                                                                           | Dmitrij Šarafutdinov     | 1        | 5        | 3       | 3           | 2   |     | 1   | 4   | 516   |
| 2                                                                           | Jakob Schubert           | 2        | 13       | 1       | 9           | 7   | 3   | 9   | 10  | 394   |
| 3                                                                           | Sean McColl              |          | 9        | 7       | 1           | 4   | 6   | 4   | 8   | 377   |
| 4                                                                           | Rustam Gel'manov         | 4        | 6        | 8       | 10          | 11  | 5   | 2   | 3   | 372   |
| 5                                                                           | Kilian Fischhuber        |          | 1        | 22      | 15          | 3   | 1   | 5   | 14  | 371   |
| 6                                                                           | Guillaume Glairon Mondet | 6        | 2        | 2       | 12          | 6   | 7   | 12  | 39  | 353   |
| 7                                                                           | Jorg Verhoeven           | 9        | 3        | 12      | 13          | 5   | 2   | 3   | 25  | 352   |
| 8                                                                           | Jan Hojer                | 13       | 25       | 9       | 2           | 1   | 8   | 28  | 7   | 332   |
| 9                                                                           | Thomas Caleyron          | 5        | 14       | 14      | 14          | 13  | 12  | 8   |     | 217   |
| 10                                                                          | Rei Sugimoto             |          | 7        |         |             |     | 4   | 17  | 1   | 216   |
| \| Legenda \| 1º posto \| 2º posto \| 3º posto \| A punti \| Senza punti \| |                          |          |          |         |             |     |     |     |     |       |
| Legenda                                                                     | 1º posto                 | 2º posto | 3º posto | A punti | Senza punti |     |     |     |     |       |

### Speed
| Pos.                                                                        | Atleta                | CHN      | AZE      | ITA     | RUS         | KOR | CHN | CHN | Punti |
| --------------------------------------------------------------------------- | --------------------- | -------- | -------- | ------- | ----------- | --- | --- | --- | ----- |
| 1                                                                           | Stanislav Kokorin     | 1        | 1        | 3       | 13          | 3   | 2   | 1   | 510   |
| 2                                                                           | Libor Hroza           | 2        | 15       | 1       | 2           | 2   | 20  | 7   | 405   |
| 3                                                                           | Qixin Zhong           | 3        |          | 2       | 3           | 1   | 12  | 15  | 360   |
| 4                                                                           | Jaroslav Hontaryk     | 6        | 2        | 9       |             | 9   | 10  | 3   | 300   |
| 5                                                                           | Marcin Dzieński       | 4        | 9        | 4       | 7           | 15  | 4   | 5   | 296   |
| 6                                                                           | Leonardo Gontero      | 9        | 3        | 8       | 5           | 6   | 13  | 10  | 274   |
| 7                                                                           | Evgenij Vajcechovskij |          | 5        | 6       | 12          | 4   | 3   | 13  | 272   |
| 8                                                                           | Dmitrij Timofeev      | 7        | 4        |         | 6           | 11  | 7   | 8   | 259   |
| 9                                                                           | Arsenij Ševčenko      |          | 17       | 10      | 1           | 10  | 16  | 11  | 237   |
| 10                                                                          | Daniïl Boldyrjev      | 5        | 7        | 14      |             | 5   | 5   | 21  | 230   |
| \| Legenda \| 1º posto \| 2º posto \| 3º posto \| A punti \| Senza punti \| |                       |          |          |         |             |     |     |     |       |
| Legenda                                                                     | 1º posto              | 2º posto | 3º posto | A punti | Senza punti |     |     |     |       |

## Classifica femminile

### Generale
| Pos. | Atleta        |
| ---- | ------------- |
| 1    | Mina Markovič |
| 2    | Akiyo Noguchi |
| 3    | Momoka Oda    |

### Lead
| Pos.                                                                        | Atleta               | FRA      | AUT      | BEL     | RUS         | KOR | CHN | FRA | SLO | Punti |
| --------------------------------------------------------------------------- | -------------------- | -------- | -------- | ------- | ----------- | --- | --- | --- | --- | ----- |
| 1                                                                           | Jain Kim             | 1        | 3        | 1       | 1           | 2   | 2   | 1   | 4   | 625   |
| 2                                                                           | Mina Markovič        | 2        | 1        | 2       | 4           | 1   | 1   | 2   | 3   | 605   |
| 3                                                                           | Momoka Oda           | 20       | 2        | 3       | 3           | 3   | 5   | 3   | 1   | 491   |
| 4                                                                           | Magdalena Röck       | 8        | 5        | 8       | 2           | 6   | 3   | 8   | 5   | 374   |
| 5                                                                           | Dinara Fachritdinova | 4        | 8        | 4       | 6           |     | 4   | 4   | 6   | 354   |
| 6                                                                           | Hélène Janicot       | 3        | 4        | 7       | 5           | 4   | 10  | 14  | 9   | 340   |
| 7                                                                           | Akiyo Noguchi        | 6        |          | 5       |             | 7   | 9   | 7   | 2   | 301   |
| 8                                                                           | Katharina Posch      | 7        | 13       | 11      | 7           | 11  | 7   | 9   | 11  | 259   |
| 9                                                                           | Anak Verhoeven       | 16       |          | 6       |             | 5   |     | 5   | 7   | 212   |
| 10                                                                          | Nikki van Bergen     | 9        | 21       | 16      | 13          | 9   | 6   | 11  | 21  | 206   |
| \| Legenda \| 1º posto \| 2º posto \| 3º posto \| A punti \| Senza punti \| |                      |          |          |         |             |     |     |     |     |       |
| Legenda                                                                     | 1º posto             | 2º posto | 3º posto | A punti | Senza punti |     |     |     |     |       |

### Boulder
| Pos.                                                                        | Atleta               | CHN      | FRA      | AUT     | SLO         | AUT | CAN | USA | GER | Punti |
| --------------------------------------------------------------------------- | -------------------- | -------- | -------- | ------- | ----------- | --- | --- | --- | --- | ----- |
| 1                                                                           | Anna Stöhr           | 1        | 1        | 1       | 1           | 2   | 1   | 1   | 1   | 700   |
| 2                                                                           | Akiyo Noguchi        | 4        | 3        | 2       | 4           | 3   | 2   | 2   | 9   | 480   |
| 3                                                                           | Alex Puccio          | 3        | 4        | 3       | 7           | 10  | 3   | 3   | 2   | 438   |
| 4                                                                           | Shauna Coxsey        | 5        | 2        | 4       | 3           | 10  | 4   | 4   | 3   | 426   |
| 5                                                                           | Juliane Wurm         | 7        | 5        | 11      | 31          | 1   | 7   | 5   | 13  | 345   |
| 6                                                                           | Katharina Saurwein   | 8        | 6        | 6       | 8           | 10  | 6   | 7   | 4   | 317   |
| 7                                                                           | Momoka Oda           | 2        | 9        | 10      | 10          | 5   | 5   | 13  |     | 313   |
| 8                                                                           | Melissa Le Neve      | 15       | 15       | 9       | 2           | 4   | 8   | 8   | 15  | 296   |
| 9                                                                           | Mina Leslie-Wujastyk | 10       | 12       | 12      | 14          | 9   | 12  | 11  |     | 210   |
| 10                                                                          | Mina Markovič        | 12       | 18       | 5       | 5           | 14  |     |     | 10  | 204   |
| \| Legenda \| 1º posto \| 2º posto \| 3º posto \| A punti \| Senza punti \| |                      |          |          |         |             |     |     |     |     |       |
| Legenda                                                                     | 1º posto             | 2º posto | 3º posto | A punti | Senza punti |     |     |     |     |       |

### Speed
| Pos.                                                                        | Atleta               | CHN      | AZE      | ITA     | RUS         | KOR | CHN | CHN | Punti |
| --------------------------------------------------------------------------- | -------------------- | -------- | -------- | ------- | ----------- | --- | --- | --- | ----- |
| 1                                                                           | Alina Gajdamakina    | 9        | 2        | 1       | 1           | 2   | 1   | 4   | 515   |
| 2                                                                           | Julija Kaplina       | 3        | 1        | 5       | 7           | 1   | 4   | 1   | 471   |
| 3                                                                           | Aleksandra Rudzińska | 1        | 3        | 17      | 4           | 5   | 2   | 5   | 402   |
| 4                                                                           | Marija Krasavina     | 7        | 7        | 2       | 3           | 4   | 3   | 2   | 388   |
| 5                                                                           | Julija Levočkina     | 2        | 8        | 8       | 2           | 3   | 6   | 3   | 377   |
| 6                                                                           | Anouck Jaubert       | 4        | 6        | 4       | 8           | 7   | 5   | 8   | 291   |
| 7                                                                           | Klaudia Buczek       | 14       | 5        | 15      | 5           | 8   | 14  | 7   | 233   |
| 8                                                                           | Margot Heitz         | 6        | 4        | 17      | 18          | 9   | 12  | 13  | 209   |
| 9                                                                           | Monika Prokopiuk     | 16       | 22       | 7       | 9           | 11  | 11  | 10  | 196   |
| 10                                                                          | Edyta Ropek          | 5        |          | 11      | 20          | 10  | 13  | 9   | 191   |
| \| Legenda \| 1º posto \| 2º posto \| 3º posto \| A punti \| Senza punti \| |                      |          |          |         |             |     |     |     |       |
| Legenda                                                                     | 1º posto             | 2º posto | 3º posto | A punti | Senza punti |     |     |     |       |